# La Trimouille

La Trimouille este o comună în departamentul Vienne, Franța. În 2009 avea o populație de 977 de locuitori.